# Cleph
Cleph (? – 574) var en langobardisk konge der regerede fra 572 til 574. Hans navn staves også som Clef, Clepho, eller Kleph; i italiensk: Clefi.
Efter snigmordet på tidligere konge Alboin i 572 – i en sammensværgelse iværksat af hans kone og dronning Rosamond – samledes 35 hertuger i Pavia, den nyligt indtaget by og nu hovedstad i langobardernes kongerige. Rosamond havde lagt planer med Helmichis og forsøgte at gøre ham til den næste konge af langobarderne med hendes som dronning, men de langobardiske ledere nægtede at anerkende dette. I stedet valgte de Cleph til langobardernes nye konge, og den anden langobardiske konge af Italien. Helmichi, Rosamond og Alboin og hendes datter Alsvinda flygtede til Ravenna.
Cleph fortsatte Alboins ekspansive politik. Han fuldførte erobringen af Tuscia og belejrede Ravenna. For romerne og byzantinerne var han en voldelig og skrækindjagende person, men han blev snigmyrdet efter et år og seks måneder på tronen af en af hans private bodyguards som han havde fornærmet. Også hans kone og dronning Masane blev myrdet.
Hans død blev efterfulgt af en tiårs interregnum uden konger – hvor hertugerne regerede uafhænigt, før hans søn Authari tog kongemagten i 585.